# Prima invasione mongola della Birmania
La prima invasione mongola della Birmania (birmano: မွန်ဂို–မြန်မာ စစ် (၁၂၇၇–၁၂၈၇); cinese: 元緬戰爭) fu una campagna militare declinatasi in una serie di conflitti tra la Cina della Dinastia Yuan di Kublai Khan, parte del ex-Impero mongolo, e il Regno Pagan che ebbero luogo nel decennio 1277-1287. I mongoli rovesciarono il nemico e ne conquistarono i territori nel Dehong, parte dell'odierno Yunnan cinese, e in Birmania settentrionale (Tagaung). Le invasioni inaugurarono 250 anni di frammentazione politica per la Birmania e favorirono la definitiva ascesa degli stati etnici dei Popoli tai in tutta l'Indocina.
I mongoli chiesero per la prima volta un tributo al regno Pagan nel 1271-72, quand'era impegnati a connettere un'ampia manovra a tenaglia contro la dinastia Song, loro ultimo avversario nella conquista della Cina. Re Narathihapate di Pagan rifiutò il tributo e Khaghan Kublai Khan ripeté la richiesta, parimenti respinta, 1273. Nel 1275, Kublai ordinò al governo mongolo nello Yunnan di proteggere le terre di confine per bloccare una via di fuga per i Song e autorizzò una guerra di confine limitata se Pagan avesse contestato. Pagan contestò ma il suo esercito fu respinto alla frontiera dall'esercito mongolo nel 1277-78. Nel 1281, Kublai Khan rivolse la sua attenzione al sud-est asiatico in modo più sistemico, chiedendo tributi a Pagan, all'Impero Khmer, al Dai Viet e a Champa. All'ennesimo rifiuto di Pagan, l'imperatore ordinò un'invasione della Birmania settentrionale. Dopo due campagne durante la stagione secca (1283–1285), i mongoli avevano occupato Tagaung e Hanlin, costringendo il re birmano a fuggire nella Bassa Birmania. I mongoli organizzarono allora la Birmania settentrionale come provincia di Zhengmian.
I negoziati per una tregua iniziarono nel 1285 e si conclusero con la sottomissione di re Narathihapate di Pagan nel giugno 1286. L'ambasciata birmana, ricevuta da Kublai Khan nella sua capitale di Khanbaliq (odierna Pechino) nel gennaio 1287, accettò un trattato che riconosceva la sovranità mongola su Pagan e il pagamento annuale delle tasse al governo dello Yunnan in cambio del ritiro delle truppe mongole dalla Birmania settentrionale. Il trattato non entrò mai veramente in vigore poiché Narathihapate fu assassinato nel luglio 1287 e non emerse alcuna autorità che potesse onorarne i termini. Il comando mongolo nello Yunnan ora riteneva nullo l'ordine imperiale di ritirarsi e promosse un'invasione della Birmania centrale: i mongoli raggiunsero (forse) la capitale Bagan ma tornarono a Tagaung con pesanti perdite.
Il regno Pagan si disintegrò e ne seguì l'anarchia. I mongoli, probabilmente soddisfatti della situazione, non fecero nulla per ristabilire l'ordine nei successivi dieci anni. Nel marzo 1297 accettarono la sottomissione volontaria del re Kyawswa di Pagan, ormai padrone del solo circondario della capitale imperiale. Kyawswa fu rovesciato nove mesi dopo e i mongoli furono costretti a intervenire, portando alla loro seconda invasione nel 1300-01.
Marco Polo riportò di queste prime incursioni mongole in Birmania ne Il Milione. I birmani si riferivano agli invasori come Taruk (တရုတ်), dal nome delle truppe turche dell'Asia centrale che costituivano in gran parte l'esercito di invasione mongolo, laddove invece oggi l'etimo indica i cinesi Han. Il re Narathihapate è ricordato nella storia birmana con l'epiteto spregiativo "Taruk-Pye Min", lett. "il re che fuggì dai Taruk".

## Contesto

### L'Indocina al tempo dell'Impero mongolo

L'Indocina nell'XI secolo.

Al principio del XIII secolo, l'Indocina era un complesso mosaico di regni di medie dimensioni, solitamente frutto dell'affermazione statale di distinte etnie:
- il Regno di Pagan, di etnia Mon, governava dagli anni 870 sull'attuale Birmania ed entrava allora in una fase di declino politico. Insieme al Dai Viet (v. seguito) era il più settentrionale dei potentati indocinesi e contendeva al cinese Regno di Dali (odierno Yunnan) una linea di confine d'impervi terreni montuosi (odierno Stato Shan). Stante lo strisciante declino, era uno dei due principali centri di potere dell'Indocina continentale;[3]
- il florido Impero Khmer, di etnia Khmer, controllava dal IX secolo il territorio della Cambogia ed estendeva le sue propaggini sugli attuali Thailandia e Laos, qualificandosi quale secondo dei centri di potere continentali indocinesi;[3]
- il regno di Hariphunchai, di etnia Mon, nella Thailandia del Nord, sopravviveva come cuscinetto tra Pagan ed i Khmer che avevano ripetutamente tentato di assoggettarlo;
- a partire dal X secolo, la confederazione etnica dei "Popoli tai" s'insediò in pianta stabile una vasta fascia di territori compresi tra il nord-est dell'India e il nord del Vietnam, precedentemente occupata dai Mon, costituendo compagini (spesso semplici seppur prosperose città-stato, le mueang 勐S, měngP) inizialmente assoggettate ai Khmer ma che nel Duecento mossero i primi passi della loro indipendenza: es. il Regno di Lavo (Laos); il Regno di Sukhothai (Thailandia); ecc.
- nella penisola malese sopravvivevano i domini continentali della talassocrazia di Srivijaya, un tempo potente[4] ma ora incapace di fronteggiare la spinta dei tai (es. Sukhothai);[5]
- il regno Đại Việt, o Annam, di etnia Viet, prosperava dagli anni 960, quando i vietnamiti avevano emancipato i territori nel Vietnam del Nord (fond. il delta del fiume Rosso) dalle province meridionali dell'Impero cinese, allora allo sbando per il collasso (907) della dinastia Tang. Il regno aveva attraversato quattro dinastie (v.si seguito), ognuna delle quali aveva mantenuto un rapporto tributario pacifico con l'impero cinese;
- a sud del Đại Việt, nelle terre dell'attuale Vietnam del Sud, prosperava dal VII secolo il regno di Champa, di etnia Chăm, grazie al controllo su di uno snodo fondamentale della Rotta delle spezie.

### Regno di Pagan e Regno di Dalì

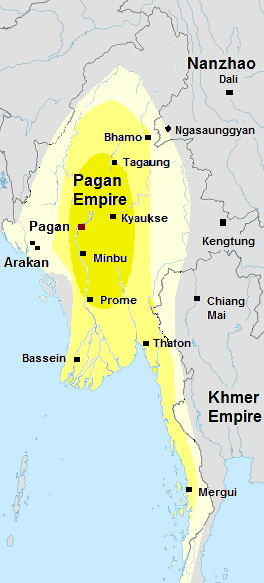
Il Regno Pagan sotto Sithu II (r. 1174-1211) - le cronache birmane rivendicano anche Kengtung e Chiang Mai.

Per buona parte della sua storia, il Regno Pagan fu separato dall'Impero cinese da uno stato cuscinetto, il Regno di Nanzhao, poi divenuto Regno di Dali, entrambi con Dali come capitale, chiamati dai birmani "Gandalarit" (ဂန္တလရာဇ်), dal Regno di Gandhāra. I regni basati su Dalì, occupanti il territorio dell'odierno Yunnan (Cina), erano una potenza a sé stante, a volte alleata dell'Impero tibetano a ovest e altre volte della Cina delle dinastie cinesi Tang e Song. Gli iniziali rapporti tra Dalì e Pagan non sono ad oggi chiari e, poiché già gli eserciti a cavallo di Nanzhao si avventurarono in profondità in quella che oggi è la Birmania, non è escluso un loro collegamento con la fondazione della città medievale di Bagan, capitale del regno, e/o della stessa dinastia di Pagan. Al tempo del Regno di Dalì, lo Yunnan era governato da una élite di etnia Han (cinese).
Tra il territorio mongolo appena conquistato e Pagan c'era un'ampia fascia di terre di confine che si estendeva dalle odierne prefetture di Dehong, Baoshan e Lincang nello Yunnan così come le regioni di Wa e Palaung (presumibilmente nell'attuale stato settentrionale di Shan ), che Pagan e Dalì avevano entrambi rivendicato ed esercitato sfere di influenza sovrapposte. Allora come oggi, le terre di confine erano costituite principalmente da terreni proibitivi di alte catene montuose.

### La conquista mongola del Yunnan

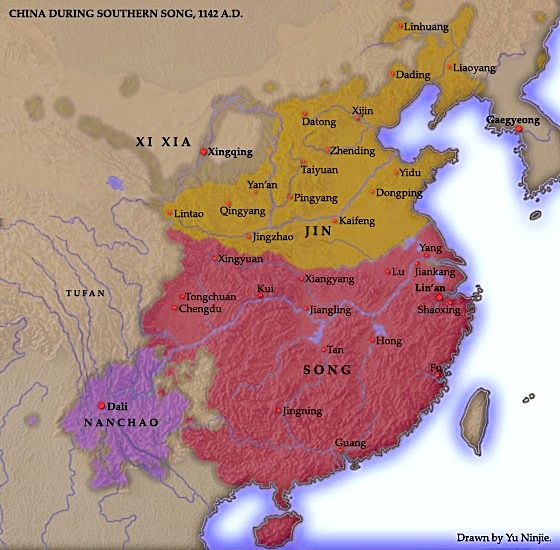
La Cina a metà del XII secolo - Regno di Dalì in basso a sx (viola).

Entro il 1250, l'Impero mongolo controllava vasti tratti dell'Eurasia, tra cui gran parte dell'Europa orientale, l'Anatolia, la Cina del Nord, Mongolia, Manciuria, Asia centrale e Tibet nonché l'Asia occidentale. Era però ancora aperta la contesa con la dinastia Song, nel sud della Cina, per l'assoggettamento della totalità dell'Impero Celeste e, in questo contesto, il Khagan Munke (r. 1251-1259) pianificò nel 1259 di attaccare da tre direzioni i Song, aggirandone i confini ai danni dei regni limitrofi.
Per evitare un costoso assalto frontale contro i Song, comportante il rischioso attraversamento del basso corso dello Yangtze, Munke decise infatti di stabilire una base operativa nel sud-ovest della Cina, fuori dalle terre Song, da cui organizzare un attacco al fianco del nemico. Al kuriltai dell'estate 1252, Munke ordinò pertanto al fratello Kublai di guidare la campagna a sud-ovest contro i Song nel Sichuan. Quell'autunno, 100 000 mongoli avanzarono verso il fiume Tao, poi penetrarono nel bacino del Sichuan, sconfiggendovi un esercito di Song e stabilendovi una base importante.
Quando Möngke venne a sapere che re Duan Xingzhi di Dalì si rifiutava di negoziare e che il suo primo ministro Gao Xiang aveva assassinato gli inviati mongoli, pretese la resa di Dalì ed ordinò a Kublai e Uriyangkhadai, figlio del famoso generale Subedei, di attaccare il regno meridionale nell'estate del 1253. In settembre, Kublai Khan lanciò pertanto un triplice attacco contro Dalì, ne affrontò le forze presso il fiume Jinsha e le sconfisse, occupando la città di Dalì 15 dicembre. Duan Xingzhi e Gao Xiang fuggirono: Gao fu presto catturato e decapitato; Duan Xingzhi raggiunse Shanchan (odierna Kunming) e resistette ai mongoli con l'aiuto dei clan locali fino all'autunno del 1255, quando fu finalmente catturato.
Alla fine del 1254, Kublai era tornato in Mongolia da Möngke, lasciando Uriyangkhadai a pacificare le varie etnie/tribù dello Yunnan. All'inizio del 1257, Uriyangkhadai si portò nel Gansu e inviò messaggeri alla corte imperiale a Karakorum per informare Möngke che lo Yunnan era ora saldamente sotto il controllo mongolo. Soddisfatto, il Khagan onorò e ricompensò generosamente il suo generale che tornò nello Yunnan a preparare per le prime incursioni mongole nel Sud-est asiatico.
Come avevano fatto durante altre invasioni, a Dalì i mongoli lasciarono la dinastia nativa al potere ma sotto la supervisione di loro funzionari. Lo studioso Bin Yang ha notato che il clan Duan fu reclutato per assistere i mongoli nell'attacco ai regni dell'Indocina settentrionale: sia il Regno di Pagan sia il Đại Việt (quanto meno nella prima campagna). Chiaramente, gli invasori istituirono guarnigioni militari nel territorio appena conquistato, presidiate principalmente da musulmani d'etnia turca provenienti dall'Asia centrale.

### Declino di Pagan
In quegli anni, il regno Pagan, nonostante l'apparente benessere derivato dal suo essere una superpotenza agricola, era ormai risucchiato in una spirale decrescente principiata con l'inizio del secolo. La continua crescita della ricchezza esentasse del clero buddista, pur fonte primaria della prospera economia nazionale, aveva finito con il ridurre notevolmente la base imponibile del regno. La corona aveva perso le risorse necessarie per mantenere la lealtà dei cortigiani e dei militari, provocando un circolo vizioso di disordini interni e sfide esterne. Il primo gruppo di gravi ribellioni nel 1258-1260 nel Arakan meridionale e nel Mottama era stato sedato ma la situazione rimaneva critica. Alla vigilia delle invasioni mongole, dagli uno ai due terzi della terra coltivabile dell'Alta Birmania era nelle mani del clero e la capacità della corona di mobilitare le difese era in serio pericolo.

## Gli schieramenti

### Esercito mongolo

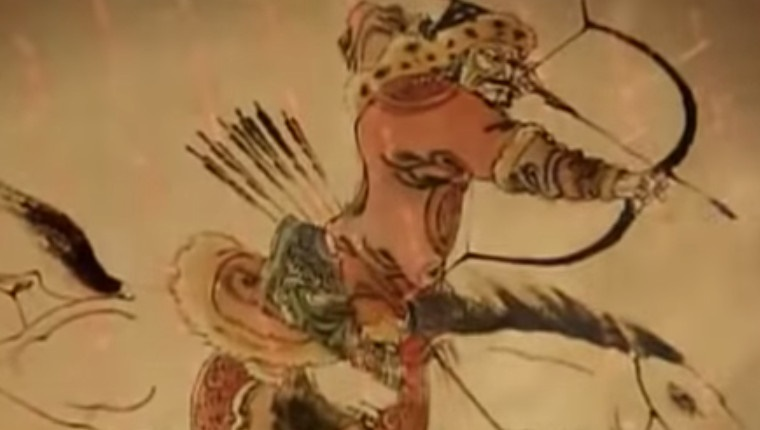
Arciere mongolo a cavallo.

La spina dorsale dell'esercito mongolo era costituita dagli arcieri a cavallo e, in generale, l'orda mongola nel suo insieme era composta quasi unicamente da forze di cavalleria, soprattutto cavalleria leggera (arcieri a cavallo poco o nulla corazzati) ma anche cavalleria pesante (arcieri a cavallo e/o lancieri con armatura). Ogni soldato mongolo manteneva tipicamente 3 o 4 cavalli. Il reclutamento si basava su di un sistema socio-militare che organizzava l'orda in unità decimali: decurie (Arban), centurie (Yagun), chiliarchie (Minghaan) e armate (Tumen). L'armata mongola standard era composta da 2-3 tumen. Tipicamente avanzavano su un ampio fronte, profondo cinque linee: le prime tre composte da arcieri a cavallo e le ultime due da lancieri. L'armata era sempre divisa in tre corpi: ala sinistra (Jungar), centro (Khol) e ala destra (Baraunghar).
Gli eserciti schierati da Kublai Khan contro i birmani erano il frutto della sistematica assimilazione di forza combattente che i mongoli, dai tempi di Gengis Khan, avevano effettuato con i popoli vinti e sottomessi. Caratteristica peculiare delle armate imperiali mongole era appunto la multi-etnicità. Come sopra riportato, infatti, la decennale campagna contro Pagan venne combattuta da truppe di etnia turca (di Samarcanda, Bukhara, Merv, Nishapur, Corasmia e Kipchak) ed alcuni Proto-bulgari del basso Volga.

### Esercito birmano
L'esercito di Pagan era composto da un piccolo esercito permanente di Guardie di Palazzo (poche migliaia d'uomini a difesa della capitale e del palazzo reale) e da un esercito di leva contadina, principalmente proveniente dal popolo Alto Myanmar, per il tempo di guerra. La maggior parte delle leve servivano nella fanteria mentre le unità specializzate di cavalleria, elefanti e marina militare provenivano da specifici villaggi ereditari specializzati nelle rispettive abilità. La forza complessiva dell'armata poteva probabilmente stimarsi in 30-60 000 uomini. I resoconti sino-mongolici della battaglia di Ngasaunggyan (1277) parlando d'un esercito birmano di 40-50 000 unità (forte di 800 elefanti e 10 000 cavalli) che, al netto delle obiezioni di taluni storici come Harvey, secondo cui i mongoli «hanno commesso un errore di generosità poiché non desideravano diminuire la gloria nello sconfiggere numeri superiori», sono in linea con le cifre fornite per l'esercito birmano tra il XVI e il XIX secolo in una varietà di fonti e pertanto plausibili considerando la relativa stabilità demografica del Myanmar in quei secoli.
L'equipaggiamento dell'esercito birmano del tempo ricalcavano quello cinese. Mancano informazioni dettagliate circa l'equipaggiamento dei soldati ma da quello che è stato possibile ricostruire appare chiaro che, a differenza dei soldati Khmer, spesso privi di corazza, i soldati birmani disponevano di armatura (es. armatura lamellare) oltre ad armi di chiara matrice sinica: sciabola tipo dao; balestra; ecc. Stando alle prove iconografiche, le forze di cavalleria comprendevano anche cavalleria pesante con armatura lamellare non dissimile da quella mongola.
Una delle caratteristiche degli eserciti birmani (indocinesi in generale) del tempo era l'uso, ormai altrove desueto, degli elefanti da guerra. I mongoli avevano già affrontato gli elefanti durante l'invasione della Corasmia (1219-1221) ed erano riusciti a debellarli con la semplice forza dei loro arcieri e/o con opportuni accorgimenti tattici (es. l'uso dell'artiglieria). La campagna birmana e la contestuale campagna vietnamita confermarono questa capacità delle armate gengiscanidi di gestire i pachidermi sul campo di battaglia, seppur non senza difficoltà come riportatoci da Marco Polo parlando della prima battaglia di Ngasaunggyan.
Le strategie e le tattiche dei birmani sfruttavano le particolarità geografiche del loro paese, caratterizzato da un entroterra ricco di ampi bacini idrici oggetto di complesse opere di canalizzazione volte a favorire la risicoltura, fitte foreste, ecc. Le tattiche di maggior successo prevedevano la terra bruciata, tattiche mordi e fuggi, azioni di guerriglia, ecc. Gli invasori, per contro, furono costretti ad organizzare (come contestualmente in Vietnam e/o nella guerra contro i Song) operazioni anfibie per velocizzare lo spostamento di truppe, come nella seconda battaglia di Ngasaunggyan (1283).

## Preludio alla guerra

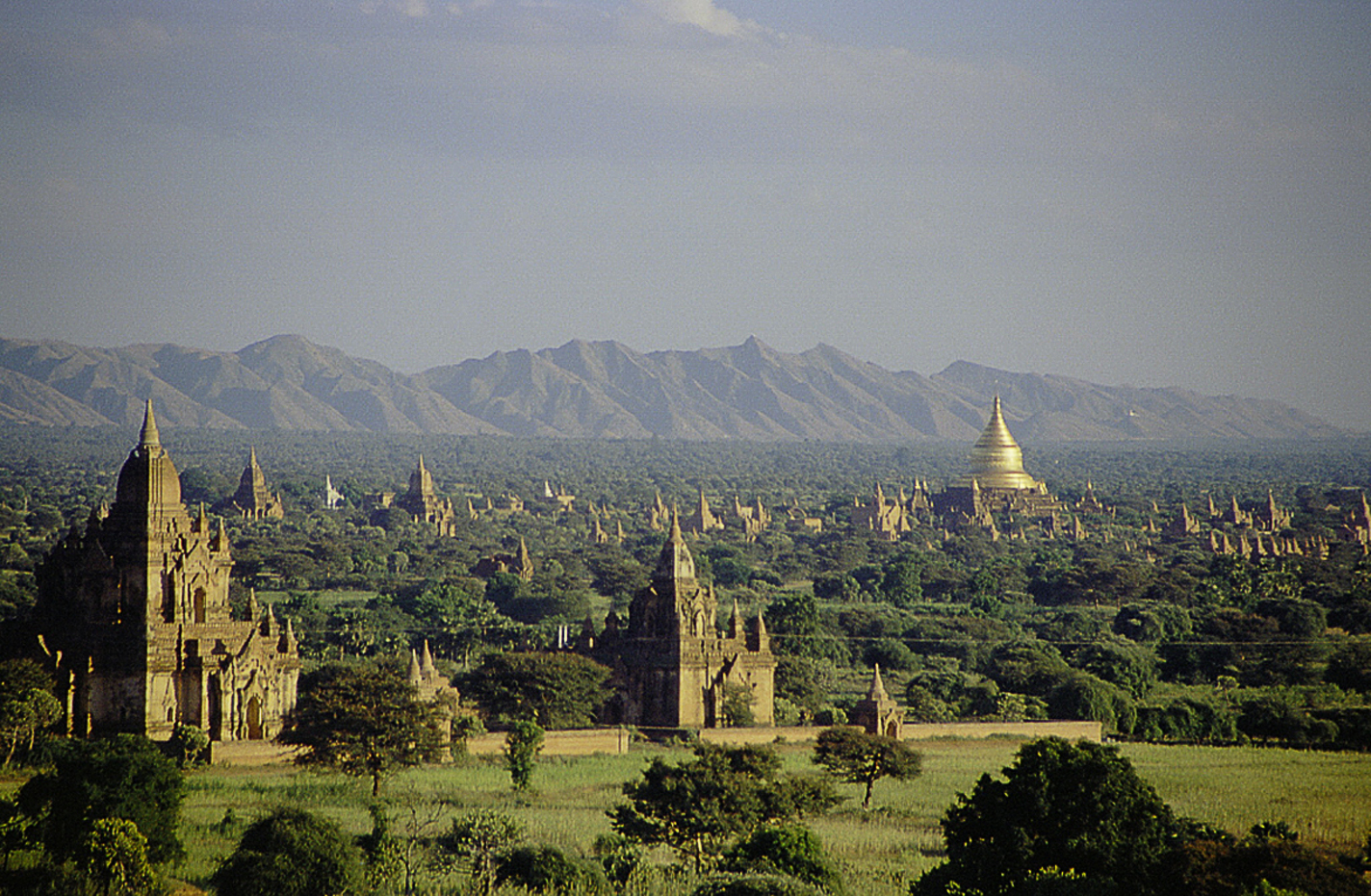
Veduta della piana di Bagan, antica capitale del regno Pagan, oggi.

### Primi contatti (1271-1272)
Il periodo di calma per Pagan terminò poco dopo il 1270. I Song erano alle corde e Khagan Kublai Khan (r. 1260-1294), fondatore della dinastia Yuan (18 dicembre 1271) che sancì il controllo mongolo sulla Cina, cercò d'interromperne la diaspora di rifugiati e ribelli verso i regni limitrofi. Circa la Birmania, ordinò al governatore mongolo di Dalì di rafforzare il controllo delle terre di confine, e, nel gennaio 1271, d'inviare una missione a Pagan per chiedere un tributo nominale. Preoccupato di chiudere la contesa con i Song, Kublai non era allora intenzionato ad impegnarsi in un conflitto per annettere Pagan al suo impero. Al confine, il sovrano delle regioni Wa e Palaung, A-Pi (အပိ), si sottomise ai mongoli.
Quando si presentarono gli inviati mongoli guidati da Qidai Tuoyin, la corte Pagan guidata dal primo ministro Ananda Pyissi era ben consapevole del potere militare dei mongoli e consigliò al re Narathihapate (r. 1256-1287) di usare la diplomazia. Il re, oggi ricordato dalla storiografia nazionale come inetto ed incapace, era furioso per la richiesta e fece aspettare gli inviati mongoli per settimane. Alla fine la Corte escogitò un compromesso: gli inviati furono rimandati indietro senza mai vedere il re, accompagnati da un inviato birmano con una lettera che esprimeva sentimenti amichevoli e il desiderio del re di Pagan di adorare un giorno il dente di Buddha a Khanbaliq (odierna Pechino), la capitale di Kublai. Narathihapate ordinò quindi prontamente una spedizione che riconquistò le regioni di confine ribelli nell'aprile 1272 e tradusse a Bagan il ribelle A-Pi. La guarnigione mongola di Dalì riportò in merito al Khagan ma non seguirono azioni militari.

### La missione diplomatica del 1273
A Khanbaliq, Kublai Khan stava preparando un'invasione del Giappone e scartò una guerra con Pagan. Il 3 marzo 1273 inviò a Pagan una delegazione di quattro ambasciatori guidati dal Primo Segretario del Ministero dei riti con una lettera di suo pugno che diceva:
Questa volta, il re birmano ricevette gli inviati dei mongoli ma rifiutò nuovamente di sottomettersi. Secondo le Cronache birmane, si sentì tanto insultato da far giustiziare gli inviati ma sia le prove epigrafiche birmane sia i registri Yuan indicano che gli inviati non furono giustiziati. In ogni caso, gli inviati di Kublai non tornarono nello Yunnan a tempo debito ed il locale governatore inviò un'altra delegazione ad indagare ma la missione fu interrotta a causa d'una ribellione verificatasi lungo il percorso.

### Consolidamento mongolo delle terre di confine (1275-1276)
Nel 1274, l'ex-regno di Dalì fu ufficialmente riorganizzato come provincia dello Yunnan, con Sayyid Ajjal Shams al-Din Omar come governatore. Nel maggio 1275, il governatore inviò un rapporto al Khagan informandolo che l'ambasciata non era tornata (sarebbe rientrata in novembre-dicembre), che i birmani evidentemente non avevano intenzione di sottomettersi e che la guerra era l'unica via da seguire.
Kublai rifiutò nuovamente un'invasione totale. Appena uscito dalla disastrosa campagna giapponese, non era disposto a impegnare le truppe del governo centrale in quello che considerava un affare di bassa priorità. Concentrato sul colpo finale contro i Song, Kublai ordinò all'esercito provinciale dello Yunnan di mettere in sicurezza le terre di confine per bloccare la via di fuga dei profughi Song, autorizzando comunque una guerra di confine di portata limitata se Pagan avesse contestato l'acquisizione. Come previsto, l'esercito dello Yunnan procedette a consolidare le terre di confine nel 1275-76, mentre il grosso delle forze Yuan conquistava, entro il 1276, la maggior parte del territorio Song.
Nel 1277, almeno uno stato vassallo birmano chiamato "Denti d'oro" (odierna contea di Yingjiang) s'era sottomesso ai mongoli. Come nel 1272, il governo birmano inviò un esercito per rioccupare lo stato ribelle ma questa volta i mongoli vi avevano stanziato una considerevole guarnigione.

## Guerra di confine (1277-1278)
Ciò che seguì fu una guerra di confine nel biennio 1277-1278, le cui fonti principali sono la Storia degli Yuan e Il Milione di Marco Polo. Le cronache birmane non la menzionano ma un'iscrizione birmana del 1278 riporta la sconfitta dell'esercito a Ngasaunggyan. I resoconti mongoli del conflitto contengono alcuni errori di posizione e numeri sebbene la narrazione generale sia probabilmente accurata.

### Battaglia di Ngasaunggyan (1277)

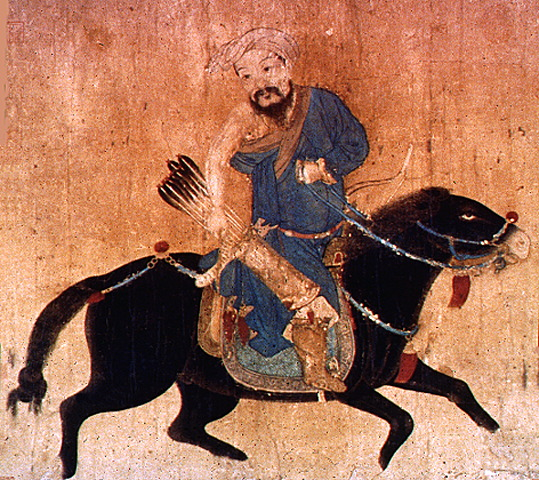
Arciere a cavallo mongolo.

Secondo la storia ufficiale degli Yuan e i resoconti di Polo, un esercito birmano "invase" lo Yingjiang ormai vassallo dei mongoli e fu sconfitto dall'esercito Yuan nell'aprile del 1277. La battaglia ebbe luogo nella valle di Vochang (odierna prefettura di Baoshan) o 110 km più a sud-ovest, a Kanngai (odierna Prefettura di Dehong nel Yingjiang), che i birmani chiamavano Ngasaunggyan.
La Storia degli Yuan riporta, esagerando, che 700 soldati mongoli da soli sconfissero un esercito birmano di 40-50 000 uomini, con 10 000 cavalli e 800 elefanti a prezzo d'un solo morto, oltretutto perito mentre tentava di catturare uno dei pachidermi! Marco Polo parla di 12 000 arcieri a cavallo mongoli contro 60 000 birmani con 2 000 elefanti, «su ciascuno dei quali era posta una torre di legno, ben intelaiata e forte, e che trasportava da 12 a 16 combattenti ben armati.» I numeri dei birmani erano probabilmente stime grossolane, abbondate dai mongoli per non «diminuire la loro gloria sconfiggendo numeri superiori.»
Secondo Marco Polo, nelle prime fasi della battaglia, i cavalieri turchi e mongoli «presero un tale spavento alla vista degli elefanti che non sarebbero stati in grado di affrontare il nemico, ma deviavano sempre e tornavano indietro», mentre le forze birmane li pressavano. Il comandante mongolo Huthukh non si fece prendere dal panico: ordinò alle sue truppe di smontare e, al riparo dei vicini alberi, puntare i loro archi direttamente contro gli elefanti che avanzavano. Le frecce degli arcieri mongoli causarono tali danni ai pachidermi da metterli in fuga.

### Incursione mongola su Kaungsin
L'esercito mongolo riprese l'attacco dopo la stagione dei monsoni. Nella successiva stagione secca del 1277-78 (dicembre 1277?), un esercito mongolo di 3 800 uomini guidati da Nasr al-Din, figlio del governatore Sayyid Ajjal, avanzò verso Kaungsin che difendeva il passo di Bhamo. Occuparono il forte e distrussero un gran numero di palizzate abbandonate ma trovarono il caldo eccessivo e si ritirarono.

## Interludio (1278-1283)
Nonostante il successo militare mongolo, il controllo sul confine Pagan-Dali rimase contestato. Pagan non rinunciò alla sua pretesa e i birmani, apparentemente approfittando delle preoccupazioni mongole per altri conflitti, ricostruirono i loro forti a Kaungsin e Ngasaunggyan già nel 1278, inviando guarnigioni permanenti comandate da Einda Pyissaya/Pyissi, ma fu un controllo di breve durata. L'attenzione del Khagan si rivolse nuovamente all'Indocina solo nel 1281. I Song erano stati debellati nel 1279 ma ancora una volta i kamikaze avevano salvato il Giappone dai mongoli. Kublai inviò dunque una nuova ambasciata a Pagan, chiedendo ancora una volta un tributo che il re birmano doveva affidare ai suoi dieci ministri anziani accompagnati da mille ufficiali di cavalleria alla corte Yuan. La pretesa non fu nemmeno esagerata se si considera che, contestualmente, al re di Champa venne imposto di presentarsi al cospetto di Kublai a Khanbaliq!
A Pagan, Narathihapate deliberò con la Corte una risposta appropriata ma rifiutò di sottomettersi. Sperava forse in un'altra guerra di confine limitata ma questa volta Kublai comandò l'invasione della Birmania settentrionale, contestualmente all'invasione di Champa il cui re s'era, del pari, rifiutato di sottomettersi.
Per tutto il 1282, il comando mongolo a Dalì fece i preparativi per le imminenti invasioni di Champa e della Birmania settentrionale. L'obiettivo della campagna orientale era conquistare la Birmania settentrionale ma non proseguire oltre, poiché Kublai non aveva autorizzato l'attacco alla capitale, Bagan. Un esercito composto da circa 14 000 turchi di Corasmia, al comando di Yalu Beg, fu inviato nello Yunnan per rafforzare la forza di invasione della Birmania. Sul lato birmano, Narathihapate riuscì a radunare un esercito anche se, data la sua scarsità di leve con i vassalli, probabilmente non era molto numeroso. Entro la metà del 1283, l'armata birmana al comando dei generali Ananda Pyissi e Yanda Pyissi fu schierato presso un forte a Ngasaunggyan.

## Invasione mongola (1283-1285)

### Battaglia di Ngasaunggyan (1283)
L'invasione iniziò il 22 settembre 1283, al comando del principe Sangqudar affiancato dal vice-governatore Taipn e dal generale Yagan Tegin. Come consuetudine, i mongoli marciarono verso il confine nemico in due colonne: una avanzò lungo il fiume Taping su oltre 200 barche; l'altra procedette via terra e si riunì alla prima al forte birmano di Ngasaunggyan. Le cronache birmane esagerano riportando un numero schiacciante di forze mongole all'assedio del forte: 400 000 birmani contro 20 milioni di mongoli montati su 6 milioni di cavalli! I birmani resistettero all'assedio per oltre due mesi ma il forte cadde il 3 dicembre 1283.

### Invasione della Birmania settentrionale
La sconfitta a Ngasaunggyan spezzò le difese birmane: l'esercito vi perse diverse migliaia di uomini e molti alti ufficiali. Kaungsin, il successivo forte in linea, cadde appena sei giorni dopo, il 9 dicembre 1283. Le fonti mongole affermano che i birmani persero 10 000 uomini a Kaungsin. Gli eserciti di Kublai si spinsero più a sud, nella valle dell'Irrawaddy. Presero l'antica capitale birmana di Tagaung, sulle sponde del Irrawaddy, circa 380 km a nord di Bagan, il 5 febbraio 1284, e ivi fermarono la loro avanzata. «Trovarono eccessivo il caldo della torrida valle dell'Irrawaddy» ed evacuarono Tagaung, permettendo ai birmani di tornarvi il 10 maggio 1284. Gli Yuan rinnovarono l'offensiva nella successiva stagione secca: ripresero Tagaung e sconfissero un'altra piazzaforte birmana a sud di Tagaung, probabilmente vicino a Hanlin, il 26 gennaio 1285, aprendosi la strada per Bagan, ormai a 270 km a sud dal fronte. Dopo la sconfitta, re Narathihapate fu preso dal panico e fuggì nella Bassa Birmania, un'evacuazione prematura dato che le forze mongole non avanzarono su Bagan poiché ciò non faceva parte del loro piano d'invasione.
Il regno Pagan cadde nel caos. Nella Bassa Birmania, il re era isolato e impossibilitato a pianificare un contrattacco. Sebbene i suoi tre figli, Uzana, Kyawswa e Thihathu, governassero le regioni vicine (rispettivamente Pathein, Dala/Yangon e Prome/Pyay), Narathihapate non si fidava di loro e preferì prendere corte a Hlegya, a ovest di Prome. Priva di sostanziali supporti, la presenza del re e del suo piccolo esercito nel sud del paese non riuscì a placare le velleità di principotti e capi-guerra: Wareru di Sukhothai s'appropriò dell'importante città portuale di Mottama, uccidendovi il locale governatore e gettando le basi per il Regno di Hanthawaddy (1287-1539); Akhamaman, governatore di Pegu, si ribellò e respinse le due piccole armate inviate dal re contro di lui. L'intera metà orientale della Bassa Birmania (Pegu e Martaban) era in aperta rivolta.

## Negoziati di pace (1285-1287)

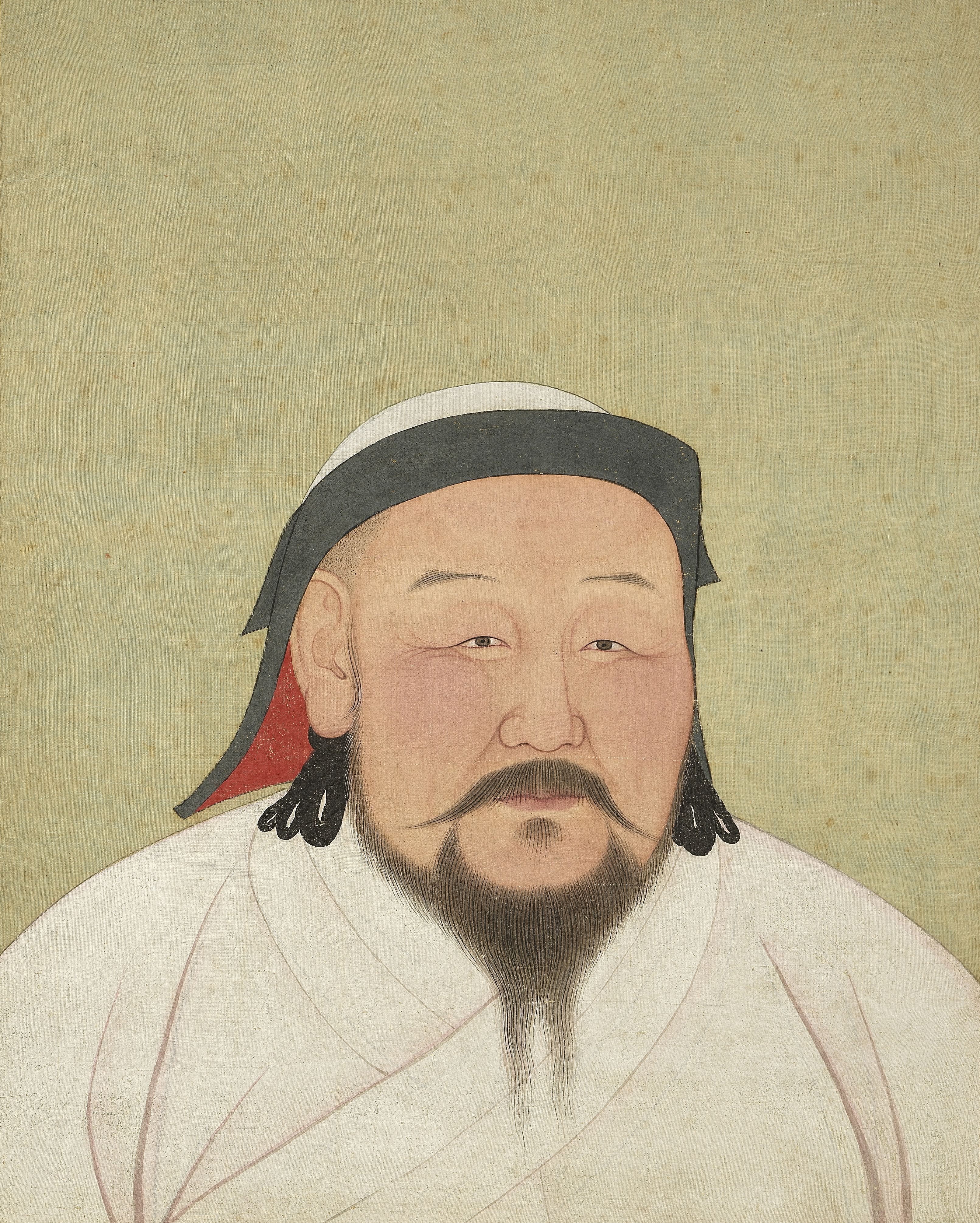
Kublai Khan, V Khagan dell'Impero mongolo, fondatore e primo imperatore della dinastia Yuan.

### Fine delle ostilità
Data la sua posizione precaria, Narathihapate decise di guadagnare tempo e chiedere la pace con i mongoli. Nel novembre/dicembre 1285, ordinò ai suoi generali Ananda Pyissi e Maha Bo di avviare trattative per la fine delle ostilità. I comandanti mongoli ad Hanlin, impegnati ad organizzare la Birmania settentrionale come protettorato di Zhengmian, accettarono una tregua ma pretesero la sottomissione totale, ripetendo le richieste di Kublai del 1281 per una delegazione formale d'alti cortigiani Pagan da inviarsi a Khanbaliq. Un accordo provvisorio fu raggiunto entro il 3 marzo 1286: piena sottomissione di Pagan a Kublai e la Birmania centrale da organizzare come provincia di Mianzhong degli Yuan. Dopo lunga riflessione, re Narathihapate accettò di sottomettersi ma volle che le truppe mongole si ritirassero e nel giugno 1286 inviò un'ambasciata guidata da Shin Ditha Pamauk, un dotto monaco, alla corte del Khagan.

### Trattato di Khanbaliq/Pechino
Nel gennaio 1287 l'ambasciata arrivò a Khanbaliq/Pechino e fu ricevuta da Kublai. La delegazione birmana riconobbe formalmente la sovranità mongola sul proprio regno e accettò di pagare un tributo annuale parametrato alla produzione agricola del paese e non più simbolico come inizialmente chiesto dieci anni prima. Il Khagan accettò di rimando di ritirare le sue truppe, ben contento di chiudere con una vittoria almeno uno dei fronti indocinesi altrimenti fonti di delusione. Per i medesimi motivi, non voleva profondere altre truppe nella pacificazione del regno e s'accontentò d'uno stato vassallo. L'ambasciata birmana tornò a Hlegya nel maggio 1287 e riferì i termini al re.

### Rottura del trattato
L'accordo fallì un mese dopo. Alla fine di giugno, il re sconfitto e il suo piccolo seguito lasciarono la capitale temporanea nel Meridione per tornare a Bagan. Il 1º luglio 1287, Narathihapate fu catturato durante il viaggio e assassinato dal suo secondogenito, Thihathu, il viceré di Prome. Ne seguì l'anarchia. Ogni regione del paese che ancora non si era ribellata al potere centrale, si separò. Non emerse nell'immediato alcun successore di Narathihapate che potesse onorare e far rispettare i termini del trattato di Pechino. In effetti, un re non sarebbe emerso fino al maggio 1289 (v.si "Conseguenze").

## Ultima spinta mongola verso Bagan (1287)
Vanificato de facto il trattato di pace, il governatore dello Yunnan ignorò gli ordini imperiali di ritirare le truppe: un esercito mongolo comandato dal principe Ye-sin Timour, nipote dell'imperatore, marciò a sud verso Bagan. Secondo la c.d. corrente storiografica tradizionalista britannico-birmana formatasi durante il Governo britannico in Birmania, l'esercito mongolo ignorò gli ordini imperiali di smobilitazione e si fece strada fino a Bagan perdendo 7000 uomini; occupò la città e inviò distaccamenti per ricevere omaggio, uno dei quali giunse a sud di Prome. Non tutti gli studiosi britannici concordarono con la valutazione poiché nessuno dei documenti sino-mongolici contemporanei menziona specificamente la conquista di Bagan o l'occupazione dell'entroterra del regno Pagan.
Ricerche recenti supportano la tesi che le forze mongole molto probabilmente non raggiunsero mai Bagan. Furono tenuti a bada dalle difese birmane guidate dagli intraprendenti figli di Theinkha Bo (Athinkhaya, Yazathingyan e Thihathu), tre fratelli i cui successi militari avevano garantito loro l'accesso al clan reale, che si trincerarono nella Birmania centrale e bloccarono gli invasori circa 160 km nord dalla capitale, vicino all'odierna Mandalay. Un'iscrizione datata 16 febbraio 1293 dei tre fratelli affermava infatti che avevano sconfitto l'esercito mongolo. Anche se gli Yuan raggiunsero Bagan, il danno che inflissero fu probabilmente minimo, e subirono perdite tali da convincerli a ritornarsene a Tagaung, ove restarono anche in ragione del fatto che il trattato di pace era stato ufficialmente vanificato.

## Conseguenze
La disintegrazione del regno Pagan era ormai completa ma i mongoli si rifiutarono di colmare il vuoto di potere che avevano creato e non inviarono spedizioni per ristabilire l'ordine. Apparentemente, Kublai Khan non aveva alcun interesse a impegnare le truppe che sarebbero state necessarie per pacificare il paese frammentato. Il suo obiettivo, fin dall'inizio, potrebbe essere stato «mantenere l'intera regione del sud-est asiatico spezzata e frammentata.» Sarebbero passati altri due anni prima che uno dei figli di Narathihapate, Kyawswa, già vice-ré di Dala, emergesse come re di Pagan nel maggio 1289, anche se il suo potere s'estendeva solo al circondario della capitale e non aveva un vero esercito. Il vero potere nella Birmania centrale era nelle mani dei tre fratelli capi-guerra che avevano fermato i mongoli, Athinkhaya, Yazathingyan e Thihathu, saldamente insediati nel fruttifico distretto agricolo del Kyaukse.
Il difficile accordo sarebbe durato fino al 1297. I mongoli continuarono ad occupare la Birmania settentrionale fino a Tagaung come provincia di Zhengmian (Cheng-Mien) ma il 18 agosto 1290 posero fine all'immaginaria provincia di Mianzhong nella Birmania centrale. Nel frattempo, la lotta per il potere nella Birmania centrale continuava a vantaggio dei figli di Theinkha Bo per controllare i quali Kyawswa accettò di sottomettersi ai mongoli nel gennaio 1297 e fu riconosciuto re di Pagan il 20 marzo successivo dal successore di Kublai, Temür Khan (imperatore Chengzong 元成宗S di Yuan, r. 1294-1307). Temür riconobbe titoli nobiliari cinesi anche a Athinkhaya, Yazathingyan e Thihathu come subordinati di Kyawswa. I fratelli si risentirono per l'accordo poiché riduceva il loro potere e, il 17 dicembre 1297, rovesciarono Kyawswa e fondarono l'effimero regno di Myinsaing (1297-1313). La detronizzazione di Kyawswa costrinse il governo mongolo a intervenire nuovamente, portando alla seconda invasione mongola della Birmania (1300–01) il cui esito fu però fallimentare per gli Yuan. Due anni dopo, il 4 aprile 1303, i mongoli cancellarono la provincia di Zhengmian, evacuarono Tagaung e tornarono nello Yunnan.

## Lascito

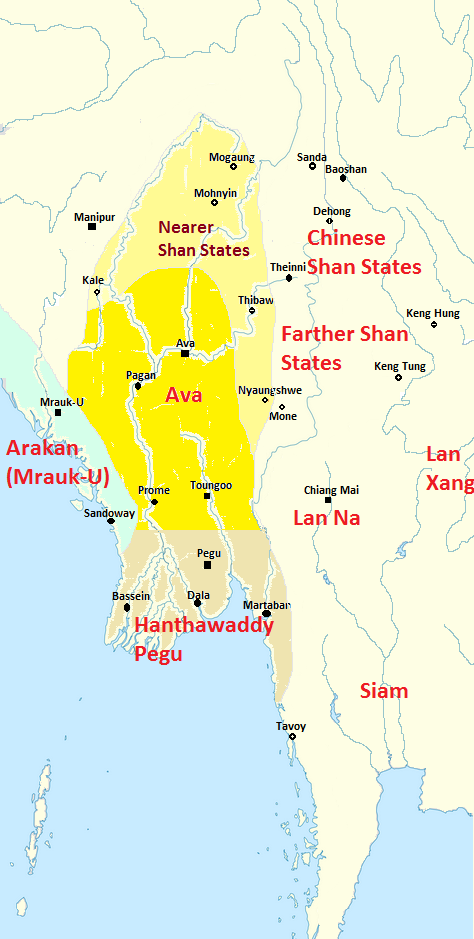
La Birmania nel 1450, con il Regno di Ava al suo apice e gli stati Tai-Shan assoggettati come vassalli.

Quella birmana, fu una delle numerose guerre quasi simultanee condotte dall'Impero mongolo alla fine del XIII secolo. Sebbene non sia mai stata più d'una piccola guerra di frontiera per i mongoli, innescò una serie di sviluppi duraturi in Birmania. Le invasioni inaugurarono un periodo di frammentazione politica e l'ascesa degli stati Tai-Shan in tutta l'Indocina.

### Età della frammentazione politica
Il risultato immediato dell'aggressione mongola alla Birmania fu il crollo del regno Pagan che, nei fatti, era già in decadenza. La disintegrazione di Pagan fu «in effetti più prolungata e agonizzante», principiando dall'inizio del XIII secolo. Se Pagan avesse avuto un governo centrale più forte, il crollo avrebbe potuto essere temporaneo e il paese «avrebbe potuto risorgere» ma la dinastia non riuscì a riprendersi e, poiché i mongoli si rifiutarono di colmare il vuoto di potere, non emerse alcun centro vitale di potere nell'immediato seguito. Diversi staterelli si contesero la supremazia per la maggior parte del XIV secolo e solo alla fine del Trecento due potenze relativamente forti (il Regno di Ava e il Regno di Pegu) emersero nel bacino dell'Irrawaddy, ripristinandovi una parvenza di normalità mentre la vasta regione che circonda quella valle fluviale restò divisa in diversi piccoli stati Tai fino al XVI secolo.

### Ascesa degli stati Tai-Shan
Forse l'eredità più duratura delle invasioni mongole fu la definitiva affermazione degli stati di etnia Tai nell'Indocina. All'inizio del XIV secolo, diversi stati Tai erano arrivati a dominare una vasta macro-regione dall'attuale Assam al Myanmar settentrionale e orientale, alla Thailandia settentrionale e centrale e al Laos. La loro ascesa fu incoraggiata dai mongoli che li vedevano come un utile cuscinetto tra lo Yunnan e il resto del sud-est asiatico. I mongoli, che stavano ancora cercando di incorporare lo Yunnan nell'amministrazione centrale, non erano disposti o capaci di effettuare gli investimenti sostenuti necessari per assoggettare le vaste regioni a sud della loro provincia più meridionale. L'integrazione dello stesso Yunnan nella Cina delle 18 province avrebbe richiesto molti altri secoli e continua ancora oggi. Dagli stati Tai, come dal Dai Viet e da Champa, i mongoli scelsero di ricevere un tributo nominale. Sebbene i governanti di questi stati fossero tecnicamente soggetti al potere Yuan, erano i capi nativi «che avrebbero governato lì in ogni caso e hanno fatto ciò che volevano.»

### Arrivo della Cina al confine birmano
La guerra segnò anche l'arrivo della Cina alle porte della Birmania, con la trasformazione dell'antico regno di Dali a provincia dell'impero sino-mongolico Yuan. I birmani chiamarono i nuovi poteri nello Yunnan "Taruk" dai soldati turchi stanziati nello Yunnan. Nel corso degli anni, "Taruk" passò ad indicare gli Han (cinesi) e re Narathihapate prese ad essere indicato con il dispregiativo "Taruk-Pye Min", lett. "il re che fuggì dai Taruk". Da un punto di vista geopolitico, la presenza sino-mongolica nello Yunnan favorì le migrazioni Tai (già in corso) verso l'Impero Khmer. Le migrazioni Tai nell'Alta Birmania sarebbero continuate fino alla metà del Cinquecento.

### Relazioni moderne
Durante la visita ufficiale del presidente mongolo Cahiagijn Ėlbėgdorž in Birmania del novembre 2013, Aung San Suu Kyi, presidente della Lega Nazionale per la Democrazia, ha affermato che questa è stata la prima missione mongola da quando i cavalieri mongoli arrivarono in Birmania 730 anni prima.

### Esplicative
1. ↑  Secondo Wade 2009, pp. 36-37. l'esatta forza del corpo d'invasione mongolo del 1283 è ignota. Il comando dello Yunnan inizialmente richiese 10 000 uomini dall'alto comando, il che stabilì che l'invasione richiedeva 60 000 uomini. L'alto comando inviò truppe da Sichaun, Helazhang, Sizhou, Bozhou e Xuzhou. Non è chiaro se il numero delle truppe fosse pari a 60 000.
2. ↑  Le fonti birmane, v.si Than Tun 1964, p. 136, parlando delle regioni Wa e Palaung i cui esatti confini, nel XIII secolo, potevano differire da quelli attuali. Stando a Marco Polo (v.si Yule 1874, p. 81 e Haw 2006, p. 104) Pagan attaccò Zardandan e i "Denti d'Oro" nel 1272. Se ciò corrisponde a veritaà, i confini di Wa e Palaung potrebbero essere stati quelli dei "Denti d'Oro" nelle odierne prefetture di Dehong e Baoshan.
3. ↑  Aung-Thwin 1985, p. 190 riporta, basandosi sui dati epigrafici birmani, una stima di 200-250 000 ettari di terra coltivata birmana contro i contemporanei 13 000 ettari dell'Impero Khmer.
4. ↑  Myint-U 2011, p. 172: il titolo ufficiale di Ajjall era "Direttore degli Affari Politici del Segretariato Regionale dello Yunnan."
5. ↑  Haw 2006, p. 104: Marco Polo chiama lo stato "Zardandan", cioè "Denti d'Oro" in lingua persiana. Stando alle fonti birmane, sembra che fossero gli stessi stati di Wa e Palaung dove l'esercito aveva represso una ribellione nel 1272.
6. ↑  Harvey 1925, p. 65: Marco Polo, membro del consiglio ristretto del Khagan quale Consigliere Privato, dichiarò d'aver assistito alla guerra ma «senza dubbio ne udì il racconto dagli ufficiali che avevano preso parte all'azione.»
7. ↑  Haw 2006, p. 104, definisce il resoconto in Yuan della guerra sembra inverosimile; Turnbull 2003, p. 84, crica la descrizione della battaglia di Marco Polo nel 1277 «in realtà comprime un decennio di storia in un episodio e contiene alcuni errori di posizione e numeri, ma l'impressione generale di ciò che è accaduto è probabilmente abbastanza accurata.» Harvey 1925, p. 336: circa la battaglia di Ngasaunggyan, «Marco Polo ne coglie lo spirito ma i suoi dettagli devono essere modificati.»
8. ↑  Alcuni storici, es. Haw 2006, p. 104 accettano il resoconto di Marco Polo, mentre altri, es. Harvey 1925, pp. 366-367, ritengono che l'armata birmana non arrivò mai a Vochang poiché fu fermato lungo il percorso a Ngasaunggyan, a circa 110 km a sud-ovest di Vochang.
9. ↑  Harvey 1925, p. 336: Il racconto di Marco Polo secondo cui Nasr al-Din comandò l'esercito mongolo nella battaglia di Ngasaunggyan non è corretto. Nasr al-Din guidò il raid su Kaungsin nella successiva stagione secca. Secondo Yule 1874, p. 87, la spedizione iniziale del 1277 fu guidata dal comandante di Dali-fu, Huthukh, che potrebbe essere Kutuka.
10. ↑  Le cronache birmane, v. Hmannan Yazawin, v. 1, p. 354, riportano che Ananda Pyissi morì in azione durante la campagna del 1283-84. Secondo Than Tun 1964, p. 136, Ananda Pyissi era ancora vivo nel 1285 come da un'iscrizione contemporanea. Il generale che morì potrebbe essere stato il fratello di Ananda Pyissi, Yanda Pyissi, poiché il generale Maha Bo presumibilmente era diventato il secondo in comando nel 1285.
11. ↑  La trascrizione Wade-Giles, secondo Than Tun 1959, p. 121 e Htin Aung 1967, p. 70, sarebbe "Chiang-Mien", lett. "Provincia birmana".
12. ↑  Il giorno jiachen del secondo mese del XXIII anno di regno di Zhiyuan, cioè il 3 marzo 1286.
13. ↑  Il re Thado Minbya di Ava riunificò la Birmania centrale nel 1364–67. Il re Razadarit di Pegu unificò le tre province di lingua mon della Bassa Birmania nel 1388–89.

### Bibliografiche
1. ↑  Wade 2009, p. 27.
2. ↑  (EN) Goh Geok Yian, The Question of 'china' in Burmese Chronicles, in Journal of Southeast Asian Studies, n. 41, Cambridge University Press Department of History - National University of Singapore, 2010,  p. 125.
3. 1 2  Lieberman 2003, p. 24.
4. ↑  Coedes 1968, pp. 142-144.
5. ↑  (EN) Micheal Jacq-Hergoualc'h, The Malay Peninsula: Crossroads of the Maritime Silk-Road (100 Bc-1300 Ad), in Volume 13 of Handbook of Oriental Studies, traduzione di Victoria Hobson, BRILL, 2002,  p. 428, ISBN 90-04-11973-6. URL consultato il 28 settembre 2015.
6. ↑  Myint-U 2011, p. 167.
7. ↑  Myint-U 2011, p. 165.
8. 1 2 3 4 5 6 7 8 9 10 11  Than Tun 1964, p. 136.
9. ↑  Myint-U 2011, p. 173.
10. ↑  Allsen 2006, p. 405.
11. 1 2  Anderson 2014, p. 116.
12. 1 2  Herman 2020, p. 47.
13. ↑  Anderson 2014, p. 117.
14. 1 2 3  Allsen 2006, pp. 405-406.
15. ↑  Anderson 2014, p. 118.
16. 1 2  Allsen 2006, p. 407.
17. ↑  Coedès 1968, p. 190.
18. 1 2  (EN) Morris Rossabi, The Muslims in the Early Yuan Dynasty, in John D. Langlois, Jr. (a cura di), China Under Mongol Rule, Princeton University Press, 2014  [1981],  p. 289, ISBN 9781400854097.
19. 1 2  Lieberman 2003, pp. 95-97.
20. ↑  Lieberman 2003, pp. 119-120.
21. ↑  Nicolle 2000, p. 12.
22. ↑  (EN) Rossabi Morris, All the Khan's Horses (PDF), su afe.easia.columbia.edu, ottobre 1994.
23. 1 2  Turnbull 2003, p. 22.
24. ↑  Phillips 1979, p. 34.
25. ↑  Historia Mongalorum, VI.6-12.
26. ↑  Turnbull 2003, p. 23.
27. 1 2 3  Myint-U 2011, p. 171.
28. ↑  Lieberman 2003, pp. 88-89.
29. ↑  Harvey 1925, pp. 323-324.
30. ↑  (EN) Dijk, Wil O, Seventeenth-century Burma and the Dutch East India Company, 1634–1680, ill., Singapore, NUS Press, 2006,  pp. 37-38, ISBN 9789971693046.
31. 1 2  Aung-Thwin 1985, pp. 93 e 163.
32. 1 2 3  Haw 2006, p. 104.
33. 1 2  Harvey 1925, p. 333.
34. ↑  (EN) Daguan Zhou, The Customs of Cambodia, The Siam Society, 2007,  p. 117, ISBN 978-974-8359-68-7.
35. ↑  (EN) John M. Kistler, War Elephants, Westport, CT, Praeger, 2006,  pp. 197-200.
36. 1 2 3  Myint-U 2006, pp. 60-61.
37. 1 2  Cocks 1919, pp. 24-25.
38. 1 2  Hall 2010, p. 255.
39. 1 2 3 4 5 6  Wade 2009, p. 20.
40. 1 2 3 4 5  Harvey 1925, p. 64.
41. ↑  Htin Aung 1967, pp. 65-71.
42. 1 2 3  Hmannan Yazawin, v. 1, p. 352.
43. 1 2 3 4  Coedes 1968, p. 193.
44. 1 2 3  Harvey 1925, p. 65.
45. ↑  Harvey 1925, pp. 65-67.
46. ↑  Yule 1874, p. 87.
47. 1 2  Harvey 1925, p. 67.
48. ↑  Than Tun 1964, p. 277.
49. 1 2 3  Coedes 1968, p. 192.
50. 1 2  Hmannan Yazawin, v. 1, p. 351.
51. 1 2  Harvey 1925, p. 68.
52. ↑  Yazawin Thit, v. 1, p. 147, nota 3.
53. 1 2 3 4 5 6  Coedes 1968, p. 194.
54. ↑  Harvey 1925, pp. 9–10, 15–16, 29–30 e 307.
55. ↑  Luce in MSK 1961, p. 263.
56. 1 2  Aung-Thwin 1985, p. 195.
57. ↑  Yazawin Thit, v. 1, p. 148, nota 7: 5th waning of Tabodwe 646 ME = 26 January 1285
58. ↑  Than Tun 2002, p. 66.
59. 1 2 3  Yazawin Thit, v. 1, p. 148, nota 10.
60. ↑  Pan Hla 1968, pp. 28-29.
61. 1 2  Stuart-Fox 2001, pp. 88-90.
62. ↑  Yazawin Thit, v. 1, p. 149, nota 3.
63. 1 2 3  Than Tun 1964, p. 137.
64. 1 2  Harvey 1925, p. 69.
65. ↑  Yule 1874, p. 95.
66. 1 2 3  Aung-Thwin e Hall 2011, pp. 34-35.
67. ↑  Lieberman 2003, p. 121.
68. ↑  Harvey 1925, pp. 75-76.
69. 1 2  Htin Aung 1967, p. 72.
70. ↑  Than Tun 1959, p. 121.
71. 1 2  Lieberman 2003, p. 119.
72. ↑  Htin Aung 1967, p. 83.
73. ↑  Than Tun 1959, pp. 119-120.
74. ↑  Htin Aung 1967, p. 74.
75. 1 2  Aung-Thwin e Aung-Thwin 2012, p. 105.
76. ↑  Harvey 1925, p. 74.
77. ↑  Aung-Thwin e Aung-Thwin 2012, pp. 115-116.
78. ↑  Harvey 1925, p. 73.
79. ↑  Yule 1874, p. 94.
80. ↑  Phayre 1883, pp. 8-9.
81. ↑  Lieberman 2003, p. 123.
82. ↑  Lieberman 2003, pp. 124-125.
83. ↑  (MN) Ан Сан Су Чи: Монголын анхны төлөөлөгчид боллоо, su politics.news.mn. URL consultato il 9 maggio 2014 (archiviato dall'url originale il 3 dicembre 2013).

### Fonti
- Marco Polo, Il Milione, circa 1298. ed. (EN) Henry Yule (a cura di), The book of Ser Marco Polo, the Venetian, concerning the kingdoms and marvels of the East. Vol. 2., John Murray, 1874.
- (ZH) Song Lian (a cura di), 元史S, Yuán ShǐP, lett. "Storia di Yuan" [Storia degli Yuan], 1370.
- (BM) U Kala, Maha Yazawin, 1–3, 4. rist., Yangon, Ya-Pyei Publishing, 2006  [1724].
- (BM) Maha Sithu, Yazawin Thit, a cura di Kyaw Win e Thein Hlaing, 1–3, 2.ª ed., Yangon, Ya-Pyei Publishing, 2012  [1798].
- (BM) Royal Historical Commission of Burma (a cura di), Hmannan Yazawin, 1–3, 2003ª ed., Yangon, Ministry of Information, Myanmar, 1832.

### Studi
- (EN) Thomas Allsen, The rise of the Mongolian empire and Mongolian rule in north China, in Herbert Franke e Denis C. Twittchet (a cura di), The Cambridge History of China - Volume 6: Alien regimes and border states, 907—1368, Cambridge, Cambridge University Press, 2006,  pp. 321-413.
- (EN) James A. Anderson, Man and Mongols: the Dali and Đại Việt Kingdoms in the Face of the Northern Invasions, in James A. Anderson e John K. Whitmore (a cura di), China's Encounters on the South and Southwest: Reforging the Fiery Frontier Over Two Millennia, United States, Brill, 2014,  pp. 106-134, ISBN 978-9-004-28248-3.
- (EN) Christopher Pratt Atwood, Encyclopedia of Mongolia and the Mongol Empire, New York, Facts of File, 2004, ISBN 978-0-8160-4671-3.
- (EN) Michael Arthur Aung-Thwin, Pagan: The Origins of Modern Burma, Honolulu, University of Hawai'i Press, 1985, ISBN 0-8248-0960-2.
- (EN) Michael Arthur Aung-Thwin e Kenneth R. Hall, New Perspectives on the History and Historiography of Southeast Asia, Routledge, 2011, ISBN 9781136819643.
- (EN) Michael Arthur Aung-Thwin e Maitrii Aung-Thwin, A History of Myanmar Since Ancient Times, ill., Honolulu, University of Hawai'i Press, 2012, ISBN 978-1-86189-901-9.
- (EN) George Coedès, The Indianized States of South-East Asia, University of Hawaii Press, 1968, ISBN 9780824803681.
- (EN) Samuel W. Cocks, A Short History of Burma, 2.ª ed., Londra, Macmillan and Co., 1919.
- (EN) Kenneth R. Hall, A History of Early Southeast Asia: Maritime Trade and Societal Development, 100–1500, ill., Lanham, Rowman & Littlefield, 2010, ISBN 9780742567627.
- (EN) G. E. Harvey, History of Burma: From the Earliest Times to 10 March 1824, Londra, Frank Cass & Co. Ltd, 1925.
- (EN) Stephen G. Haw, Marco Polo's China: A Venetian in the Realm of Khubilai Khan, New York, Routledge, 2006, ISBN 9781134275427.
- (EN) Maung Htin Aung, A History of Burma, New York w Londra, Cambridge University Press, 1967.
- (EN) Victor B. Lieberman, Strange Parallels: Southeast Asia in Global Context, c. 800–1830, volume 1, Integration on the Mainland, Cambridge University Press, 2003, ISBN 978-0-521-80496-7.
- (EN) Thant Myint-U, The River of Lost Footsteps—Histories of Burma, Farrar, Straus and Giroux, 2006, ISBN 978-0-374-16342-6.
- (EN) Thant Myint-U, Where China Meets India: Burma and the New Crossroads of Asia, New York, Farrar, Straus and Giroux, 2011, ISBN 978-0-374-16342-6.
- (BM) Nai Pan Hla, Razadarit Ayedawbon, 8. rist., Yangon, Armanthit Sarpay, 2005  [1968].
- (EN) Arthur P. Phayre, History of Burma, 1967ª ed., Londra, Susil Gupta, 1883.
- (EN) Morris Rossabi, The Muslims in the Early Yuan Dynasty, in John D. Langlois, Jr. (a cura di), China Under Mongol Rule, Princeton University Press, 2014  [1981], ISBN 9781400854097.
- (BM) Sarpay Beikman (a cura di), Myanma Swezon Kyan, vol. 5, Heartford, Heartfordshire, Stephen Austin & Sons, Ltd., 1961.
- (EN) Martin Stuart-Fox, Review of "Myth and History in the Historiography of Early Burma" by Michael A. Aung-Thwin, in Journal of the Economic and Social History of the Orient, vol. 44, n. 1, Brill, 2001,  pp. 88-90, JSTOR 3632565.
- (EN) Than Tun, History of Burma: A.D. 1300–1400, in Journal of Burma Research Society, XLII, II, dicembre 1959.
- (BM) Than Tun, Studies in Burmese History, vol. 1, Yangon, Maha Dagon, 1964.
- (EN) Geoff Wade, The Scholar's Mind: Essays in Honor of Frederick W. Mote, a cura di Eugene Perry Link, Chinese University Press, 2009, ISBN 9789629964030.